# ? Nycticebus linglom
? Nycticebus linglom là một loài linh trưởng mũi ướt hóa thạch có niên đại từ thế Miocen, được phát hiện tại Thái Lan. Loài này được cho là có quan hệ gần gũi với loài cu li chậm (chi Nycticebus) dựa trên chiếc răng hàm trên thứ ba, cũng là phần hóa thạch độc nhất được biết tới của loài này. Do không đủ đối tượng nghiên cứu để chắc chắn xếp loài này vào chi Nycticebus nên loài này hiện được gán cho một danh pháp mở. Chiếc răng có chiều rộng 1.82 mm, được coi là nhỏ đối với một loài linh trưởng.

## Phân loại
? Nycticebus linglom được nhà cổ sinh vật học Pháp Pierre Mein và Léonard Ginsburg mô tả năm 1997 trong một báo cáo về các loài thú được phát hiện tại Li Mae Long, một khu vực khảo cổ thuộc thế Miocen tại Thái Lan, có niên đại từ 17–18 triệu năm trước. Loài thú này chỉ được biết đến qua một hóa thạch răng; trên cơ sở so sánh với các loài linh trưởng thuộc bộ Bán hầu khác, Mein và Ginsburg kết luận rằng loài hóa thạch này có quan hệ gần gũi với các loài cu li chậm (chi Nycticebus) còn tồn tại. Dù vậy, do số lượng mẫu vật hạn chế, hai nhà khoa học chỉ có thể tạm thời xếp loài mới này vào chi Nycticebus sử dụng một danh pháp mở. Tên cụ thể của loài, linglom, là cách gọi thộng dụng của cu li trong tiếng Thái.

## Phân bố và sinh thái
Li Mae Long, khu vực khảo cổ nơi phát hiện ra ? N. linglom, có niên đại muộn nhất là Miocen sớm, tương ứng với vùng MN 4 của châu Âu, khoảng 18 mya. Khu vực này nằm trong địa phận tỉnh Lamphun, Thái Lan. Tại đây đã ghi nhận hóa thạch của 34 loài thú, trong đó có Hesperotarsius thailandicus và Tupaia miocenica. Mein và Ginsburg kết luận rằng hệ động vật tại đây đại diện cho môi trường rừng nhiệt đới gần hồ cạn.

## Tác phẩm trích dẫn
- Harrison, T. 2010. Later Tertiary Lorisiformes (Strepsirrhini, Primates). Pp. 333–349 in Werdelin, L. and Sanders, W.J. (eds.). Cenozoic Mammals of Africa. University of California Press, 1008 pp.
- Mein, P. and Ginsburg, L. 1997. Les mammifères du gisement miocène inférieur de Li Mae Long, Thaïlande : systématique, biostratigraphie et paléoenvironnement. Geodiversitas 19(4):783–844 (in French). Abstract in French and English.

- Zijlstra, J.S., Flynn, L.J. and Wessels, W. 2013. The westernmost tarsier: A new genus and species from the Miocene of Pakistan. Journal of Human Evolution 65:544-550.